# Allt vad ni vill
Allt vad ni vill är en psalm med text ur Matteusevangeliet 7:12 och musik skriven 1981 av Kjell Lönnå.

## Publicerad i
- Cantarellen 1984 som nummer 2.[2]
- Psalmer och Sånger 1987 som nummer 775 under rubriken "Psaltarpsalmer och andra sånger ur bibeln - Bibelvisor".[1]